# Phasaëlis

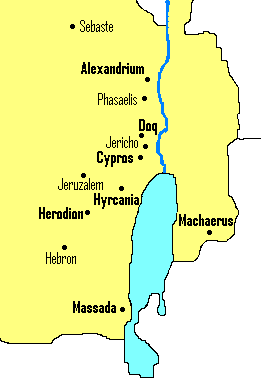
Ligging van Phasaëlis

Phasaelis was een stad in de oudheid iets ten noorden van Jericho, op de plaats van het huidige Khirbet Fasayil.
De stad is gebouwd door Herodes de Grote. Met de naam van de stad wilde hij zijn broer Phasaël eren, die was omgekomen tijdens de opstand van Antigonus, kort voordat Herodes koning werd over het Joodse land. Herodes had ook al de toren Phasaël in Jeruzalem naar hem vernoemd.
De stad Phasaëlis werd door Herodes gebouwd in gebied dat voorheen woestijnachtig was. Herodes liet echter een 10,4 km lang aquaduct aanleggen, om uit verderop gelegen bronnen water naar de stad te laten komen. Hierdoor veranderde het gebied in een vruchtbare, groene streek. De stad was in de oudheid vermaard om zijn dadelpalmen.
De stad was gebouwd volgens een hippodamisch systeem, met lange, rechte straten. Bij opgravingen is een groot bouwwerk aangetroffen, dat vermoedelijk een paleis is geweest.

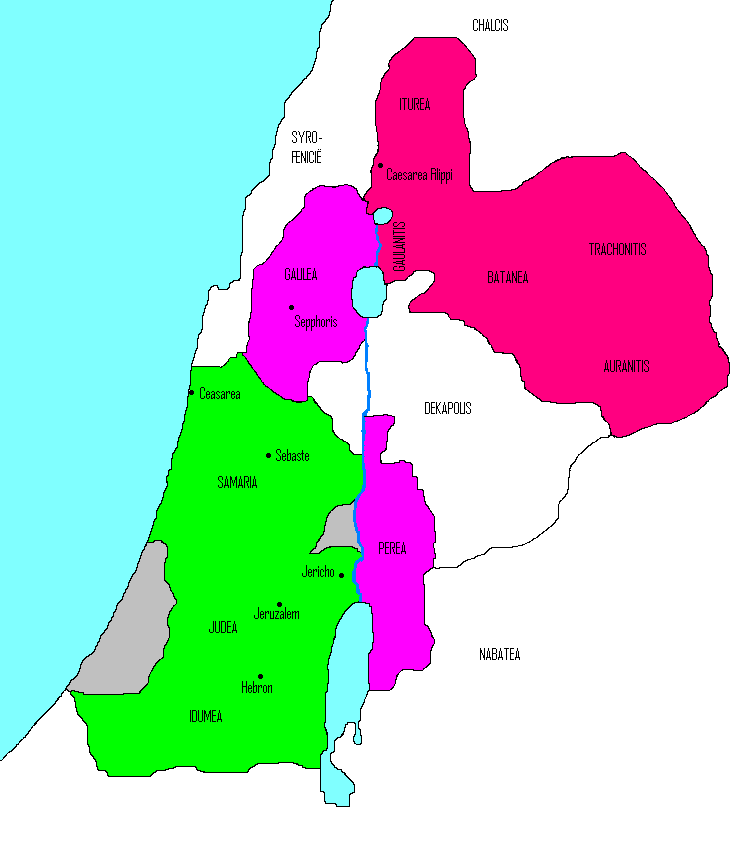
Het Joodse land na Herodes de Grote
Gebieden van Salomé

In Herodes' testament was bepaald dat Phasaëlis en het gebied om de stad heen aan zijn zus Salomé gegeven zou worden (samen met de gebieden rond Jamnia en Azotus aan de kust). Van 4 v.Chr. tot haar dood rond 10 na Chr. bestuurde zij deze gebieden. Na haar liet zij Phasaëlis na aan Iulia Augusta, de vrouw van keizer Augustus. Zij maakte er aanvankelijk een eigen lustoord van, dat zij later aan heel de keizerlijke familie beschikbaar stelde. In later tijd werden de betreffende gebieden toegevoegd aan de provincia Judea.
De stad is door de eeuwen heen blijven bestaan. In de middeleeuwen werd het als Phasellum vermeld op de Medaba kaart (6e eeuw), tegenwoordig heet het al-Fasa'il. De oorspronkelijke naam klinkt daarin nog steeds door.

## Voetnoten
1. ↑  Flavius Josephus, BJ 1, 418
2. ↑  Flavius Josephus, Ant 16, 145
3. ↑  Plinius de Oudere, NH 8, 4, 44